# Jangcy
Jangcy, także: Rzeka Błękitna (Yangzi Jiang, [jɑ̌ŋtsɨ̀ tɕjɑ́ŋ]ⓘ; chiń. upr. 扬子江; chiń. trad. 揚子江; pinyin Yángzǐ Jiāng, Chang Jiang [tʂʰɑ̌ŋ tɕjɑ́ŋ]ⓘ; chiń. upr. 长江; chiń. trad. 長江; pinyin Cháng Jiāng; dosł. „długa rzeka”) – rzeka w Chinach, najdłuższa w Azji i trzecia po Amazonce i Nilu pod względem długości na Ziemi. Najważniejsza pod względem gospodarczym rzeka w Chinach; na obszarze dorzecza Jangcy mieszka około 40% ludności Chin i zbiera się 75% ogólnokrajowych zbiorów ryżu. Jangcy jest najważniejszym szlakiem chińskiej żeglugi śródlądowej.

## Hydrografia
Długość, według pomiaru chińskich geografów wynosi 6300 km, choć w różnych źródłach można znaleźć różne wartości – od 5520 do 6300 km. Powierzchnia dorzecza wynosi 1,8 mln km² i zajmuje ok. 1/5 powierzchni Chin. Źródło znajduje się w górach Tangla w prowincji Qinghai na Wyżynie Tybetańskiej. W dolnym i środkowym biegu rzeki, na Nizinie Jangcy, występują liczne jeziora oraz osuszone rozlewiska i zabagnione tereny stwarzające dobre warunki dla rolnictwa. Rzeka uchodzi do Morza Wschodniochińskiego (Ocean Spokojny), tworząc deltę. W ujściu uformowały się z naniesionego materiału liczne wyspy, z których największą jest Chongming na obszarze miasta wydzielonego Szanghaj.
Poziom wód Jangcy podnosi się w lecie pod wpływem deszczów monsunowych oraz tajania śniegów na Wyżynie Tybetańskiej i w górach Qin Ling. Położone w dolnej części dorzecza Jangcy jeziora Dongting Hu i Poyang Hu, zasilane przez jej prawobrzeżne dopływy, pełnią funkcję naturalnych regulatorów stanów wody. Mimo to w niektórych latach masy wód rzeki, nie mieszcząc się w przełomie Trzech Wąwozów u wejścia na Nizinę Chińską, występują z brzegów, powodując groźne powodzie.

## Hydroenergetyka
Na rzece występują liczne tamy, sztuczne zbiorniki, kanały, budowle hydroenergetyczne, służące celom nawadniania, komunikacji i produkcji energii elektrycznej. Najsłynniejsza budowla na Jangcy to Zapora Trzech Przełomów, której budowa trwała 17 lat. Przy zaporze działa elektrownia wodna, która w 2010 r. dysponowała mocą 18,2 GW, a obecnie, po uruchomieniu wszystkich 32 generatorów, daje 22,5 GW. Oprócz tego na rzece Jangcy znajdują się zapory Wudongde (10,2 GW), Xiluodu (13,9 GW) oraz Xiangjiaba (6,4 GW). 28 czerwca 2021 r. uruchomiono dwa pierwsze generatory (2 x 1 GW) elektrowni przy zaporze Baihetan o mocy docelowej 16 GW.

## Znaczenie żeglugowe
Rzeka jest żeglowna na długości 2800 km od ujścia aż do miasta Yibin w Syczuanie, a do Wuhanu dostępna nawet dla mniejszych statków morskich. Ożywiony ruch, przede wszystkim dżonek, panuje też na południowych dopływach Jangcy — Xiang Jiang, Gan Jiang i Yuan Jiang. W mieście Zhenjiang Jangcy krzyżuje się z Wielkim Kanałem.

## Jakość wód
Jangcy jest uznawana za jedną z najbardziej zaśmieconych plastikiem rzek świata. W niektórych analizach szacuje się, że pod względem wnoszenia do Wszechoceanu plastiku zajmuje pierwsze miejsce, podczas gdy według innych modeli dopiero sześćdziesiąte czwarte, gdyż większość niesionego przez nią plastiku pozostaje w rzece i jej bezpośredniej okolicy.

## Nazwa
Nazwa Yangzi Jiang, która wywodzi się od starożytnego lenna Yang, przyjęła się głównie w krajach zachodnich. W Chinach używa się nazwy Chang Jiang, chociaż stosuje się także określenia Da Jiang (chiń. 大江; dosł. „Wielka Rzeka”) lub po prostu Jiang (chiń. 江; dosł. „Rzeka”). W swym górnym odcinku, powyżej Kotliny Syczuańskiej, rzeka nosi nazwę Jinsha Jiang (chiń. 金沙江); w obrębie Wyżyny Tybetańskiej ma jeszcze kilka lokalnych nazw, m.in. Dri-cz‘u (tyb.: འབྲི་ཆུ, Wylie: 'bri chu). Stosowaną poza Chinami nazwę Rzeka Błękitna nadali prawdopodobnie jezuiccy misjonarze w celu odróżnienia Jangcy od Rzeki Żółtej, czyli Huang He.